# Green Line D
| Ein Zug der Green Line D verlässt die Station Fenway in Richtung Riverside. |                             |                                               |                                               |
| Spurweite: | 1435 mm (Normalspur)        |                                               |                                               |
| |                             |                                               |                                               |
| Typ | Light rail                  |                                               |                                               |
| Ort | Greater Boston              |                                               |                                               |
| Anzahl Stationen | 20                          |                                               |                                               |
| Endstationen | Government Center Riverside |                                               |                                               |
| Eröffnung | 4. Juli 1959                |                                               |                                               |
| Betreiber | MBTA                        |                                               |                                               |
| Streckensystem | Green Line                  |                                               |                                               |
| Tgl. Passagiere | 22.922 (werktags)           |                                               |                                               |
| \| \| \| \| \| \| \| \| Green Line C und E von North Station/Lechmere \| \| \| \| \| \| \| \| \| \| \| \| \| \| \| Government Center Loop \| \| \| \| \| Blue Line von Bowdoin \| \| \| \| \| B D Government Center \| \| \| \| \| Blue Line nach Wonderland \| \| \| \| \| \| \| \| \| \| \| \| \| \| \| Park Street Loop \| \| \| \| \| \| \| \| \| \| A Park Street Red Line \| \| \| \| \| Boylston \| \| \| \| \| ehem. Pleasant Street Portal \| \| \| \| \| Arlington \| \| \| \| \| Copley \| \| \| \| \| Green Line E nach Heath Street \| \| \| \| \| Hynes Convention Center \| \| \| \| \| Kenmore \| \| \| \| \| Green Line B nach Boston College \| \| \| \| \| Green Line C nach Cleveland Circle \| \| \| \| \| \| \| \| \| \| Fenway \| \| \| \| \| Longwood \| \| \| \| \| Brookline Village \| \| \| \| \| Brookline Hills \| \| \| \| \| Beaconsfield \| \| \| \| \| Green Line C von North Station \| \| \| \| \| Reservoir Yard \| \| \| \| \| C Cleveland Circle \| \| \| \| \| \| \| \| \| \| Betriebsstrecke zur Green Line B \| \| \| \| \| \| \| \| \| \| Reservoir \| \| \| \| \| Chestnut Hill \| \| \| \| \| Newton Centre \| \| \| \| \| Newton Highlands \| \| \| \| \| Eliot \| \| \| \| \| Waban \| \| \| \| \| Woodland \| \| \| \| \| D Riverside \| \| \| \| \| Riverside Yard \| \| \| \| \| \| \| \| \| \| \| \| \| \| \| ehem. nach Newton Lower Falls \| \| \| \| \| Riverside Bahnstrecke Boston–Worcester \| \| |                             |                                               |                                               |
| |                             |                                               |                                               |
| U-Bahn-Strecke (im Tunnel) |                             | Green Line C und E von North Station/Lechmere | Green Line C und E von North Station/Lechmere |
| |                             |                                               |                                               |
| |                             |                                               |                                               |
| U-Bahn-Abzweig geradeaus und von links (im Tunnel) · U-Bahn-Abzweig geradeaus und von rechts (im Tunnel) |                             | Government Center Loop                        | Government Center Loop                        |
| U-Bahn-Strecke (im Tunnel) · U-Bahn-Strecke (im Tunnel) · U-Bahn-Strecke geradeaus (im Tunnel) |                             | Blue Line von Bowdoin                         | Blue Line von Bowdoin                         |
| U-Bahn-Bahnhof (im Tunnel) · U-Bahn-Bahnhof (im Tunnel) · U-Bahn-Bahnhof (im Tunnel) |                             | B D Government Center                         | B D Government Center                         |
| U-Bahn-Strecke nach links (im Tunnel) · U-Bahn-Kreuzung mit Tunnelstrecke und geradeaus oben (im Tunnel) · U-Bahn-Kreuzung mit Tunnelstrecke und geradeaus oben (im Tunnel) |                             | Blue Line nach Wonderland                     | Blue Line nach Wonderland                     |
| |                             |                                               |                                               |
| U-Bahn-Verschwenkung nach links und nach rechts (im Tunnel) |                             |                                               |                                               |
| U-Bahn-Abzweig geradeaus und von links (im Tunnel) · U-Bahn-Abzweig geradeaus und von rechts (im Tunnel) |                             | Park Street Loop                              | Park Street Loop                              |
| U-Bahn-Verschwenkung von links und von rechts (im Tunnel) |                             |                                               |                                               |
| U-Bahn-Strecke quer (im Tunnel) · U-Bahn-Turmbahnhof mit Tunnelstrecke (im Tunnel) · U-Bahn-Strecke quer (im Tunnel) |                             | A Park Street Red Line                        | A Park Street Red Line                        |
| U-Bahn-Haltepunkt / Haltestelle (im Tunnel) |                             | Boylston                                      | Boylston                                      |
| U-Bahn-Abzweig geradeaus und ehemals nach links (im Tunnel) · U-Bahn-Strecke quer (außer Betrieb) (im Tunnel) |                             | ehem. Pleasant Street Portal                  | ehem. Pleasant Street Portal                  |
| U-Bahn-Haltepunkt / Haltestelle (im Tunnel) |                             | Arlington                                     | Arlington                                     |
| U-Bahn-Haltepunkt / Haltestelle (im Tunnel) |                             | Copley                                        | Copley                                        |
| U-Bahn-Abzweig geradeaus und nach links (im Tunnel) · U-Bahn-Strecke quer (im Tunnel) |                             | Green Line E nach Heath Street                | Green Line E nach Heath Street                |
| U-Bahn-Haltepunkt / Haltestelle (im Tunnel) |                             | Hynes Convention Center                       | Hynes Convention Center                       |
| U-Bahn-Haltepunkt / Haltestelle (im Tunnel) |                             | Kenmore                                       | Kenmore                                       |
| U-Bahn-Strecke Tunnelanfang und quer · U-Bahn-Abzweig geradeaus und nach rechts (im Tunnel) |                             | Green Line B nach Boston College              | Green Line B nach Boston College              |
| U-Bahn-Strecke Tunnelanfang und quer · U-Bahn-Abzweig geradeaus und nach rechts (im Tunnel) |                             | Green Line C nach Cleveland Circle            | Green Line C nach Cleveland Circle            |
| U-Bahn-Tunnelende |                             |                                               |                                               |
| U-Bahn-Haltepunkt / Haltestelle |                             | Fenway                                        | Fenway                                        |
| U-Bahn-Haltepunkt / Haltestelle |                             | Longwood                                      | Longwood                                      |
| U-Bahn-Haltepunkt / Haltestelle |                             | Brookline Village                             | Brookline Village                             |
| U-Bahn-Haltepunkt / Haltestelle |                             | Brookline Hills                               | Brookline Hills                               |
| U-Bahn-Haltepunkt / Haltestelle |                             | Beaconsfield                                  | Beaconsfield                                  |
| U-Bahn-Strecke |                             | Green Line C von North Station                | Green Line C von North Station                |
| U-Bahn-Strecke · U-Bahn-Betriebs-/Güterbahnhof Streckenanfang · U-Bahn-Strecke |                             | Reservoir Yard                                | Reservoir Yard                                |
| U-Bahn-Bahnhof · U-Bahn-Strecke · U-Bahn-Strecke |                             | C Cleveland Circle                            | C Cleveland Circle                            |
| U-Bahn-Abzweig geradeaus, nach links und von links · U-Bahn-Abzweig geradeaus, nach rechts und von rechts · U-Bahn-Strecke |                             |                                               |                                               |
| U-Bahn-Abzweig quer, nach links und nach rechts · U-Bahn-Abzweig quer, nach links und nach rechts · U-Bahn-Abzweig geradeaus und nach rechts |                             | Betriebsstrecke zur Green Line B              | Betriebsstrecke zur Green Line B              |
| |                             |                                               |                                               |
| U-Bahn-Haltepunkt / Haltestelle |                             | Reservoir                                     | Reservoir                                     |
| U-Bahn-Haltepunkt / Haltestelle |                             | Chestnut Hill                                 | Chestnut Hill                                 |
| U-Bahn-Haltepunkt / Haltestelle |                             | Newton Centre                                 | Newton Centre                                 |
| U-Bahn-Haltepunkt / Haltestelle |                             | Newton Highlands                              | Newton Highlands                              |
| U-Bahn-Haltepunkt / Haltestelle |                             | Eliot                                         | Eliot                                         |
| U-Bahn-Haltepunkt / Haltestelle |                             | Waban                                         | Waban                                         |
| U-Bahn-Haltepunkt / Haltestelle |                             | Woodland                                      | Woodland                                      |
| U-Bahn-Bahnhof |                             | D Riverside                                   | D Riverside                                   |
| U-Bahn-Abzweig geradeaus und nach links · U-Bahn-Betriebs-/Güterbahnhof Streckenende und quer |                             | Riverside Yard                                | Riverside Yard                                |
| U-Bahn-Abzweig geradeaus, nach links und von links · U-Bahn-Strecke von rechts |                             |                                               |                                               |
| |                             |                                               |                                               |
| Strecke (außer Betrieb) · Strecke nach links (außer Betrieb) |                             | ehem. nach Newton Lower Falls                 | ehem. nach Newton Lower Falls                 |
| ehemaliger Bahnhof quer · Abzweig quer und ehemals nach rechts · Strecke quer |                             | Riverside Bahnstrecke Boston–Worcester        | Riverside Bahnstrecke Boston–Worcester        |

Die Green Line „D“, oder auch Highland Branch oder Riverside Branch ist eine U-Straßenbahn und ein Zweig der MBTA-Green Line in der Gegend um Boston im Bundesstaat Massachusetts der Vereinigten Staaten. Auf dieser Strecke verkehren Light-rail-Fahrzeuge auf einer weitestgehend kreuzungsfreien Strecke, die früher von der Boston and Albany Railroad genutzt wurde. Westlich der Station Kenmore führt die zweigleisige Strecke durch das Portal Fenway Incline in den Untergrund und fährt ab hier auf denselben Gleisen wie die Green Line B und Green Line C. Die Green Line D fährt weiter durch den Boylston Street Subway und Tremont Street Subway, wo sie sich unterwegs mit der Strecke der Green Line E vereint. Die Strecke endet schließlich am Government Center.
Die Green Line D wurde 1959 eröffnet und ist damit die jüngste Light rail-Strecke in der Bostoner Umgebung. Die Stationen Newton Center und Newton Highlands sind noch in ihrem ursprünglichen Baustil des späten 19. Jahrhunderts erhalten. Während jedoch die Haltestelle Newton Center in den 1980er Jahren renoviert und durch die Integration von Einzelhändlern erweitert wurde, wird Newton Highlands nur als reiner Haltepunkt genutzt.

## Geschichte
Die Straßenbahnstrecke wurde auf der Trasse einer am 31. Mai 1958 stillgelegten Eisenbahn gebaut, die Teile der Bahnstrecken Yawkey–Brookline, Back Bay–Harrisville und Riverside–Newton Highlands beinhaltet. Das östliche Ende der Strecke wurde durch die neue Tunnelrampe Fenway Incline und über den Boylston Street Subway an die unterirdische Station Kenmore angeschlossen, so dass am 4. Juli 1959 die neue Straßenbahnlinie ihren Dienst zunächst unter Kontrolle der Metropolitan Transit Authority (MTA) aufnehmen konnte, bis diese 1964 von der Massachusetts Bay Transportation Authority (MBTA) übernommen wurde. Die Strecke verlief bis Riverside, jedoch reichte das Budget nicht aus, um neue Fahrzeuge zur Bedienung der Strecke zu erwerben. Daher entschied die MTA, die Strecken nach Waverley und Watertown Square zu schließen, um deren Fahrzeuge auf der neuen Riverside-Strecke (die heutige Green Line D) einsetzen zu können.

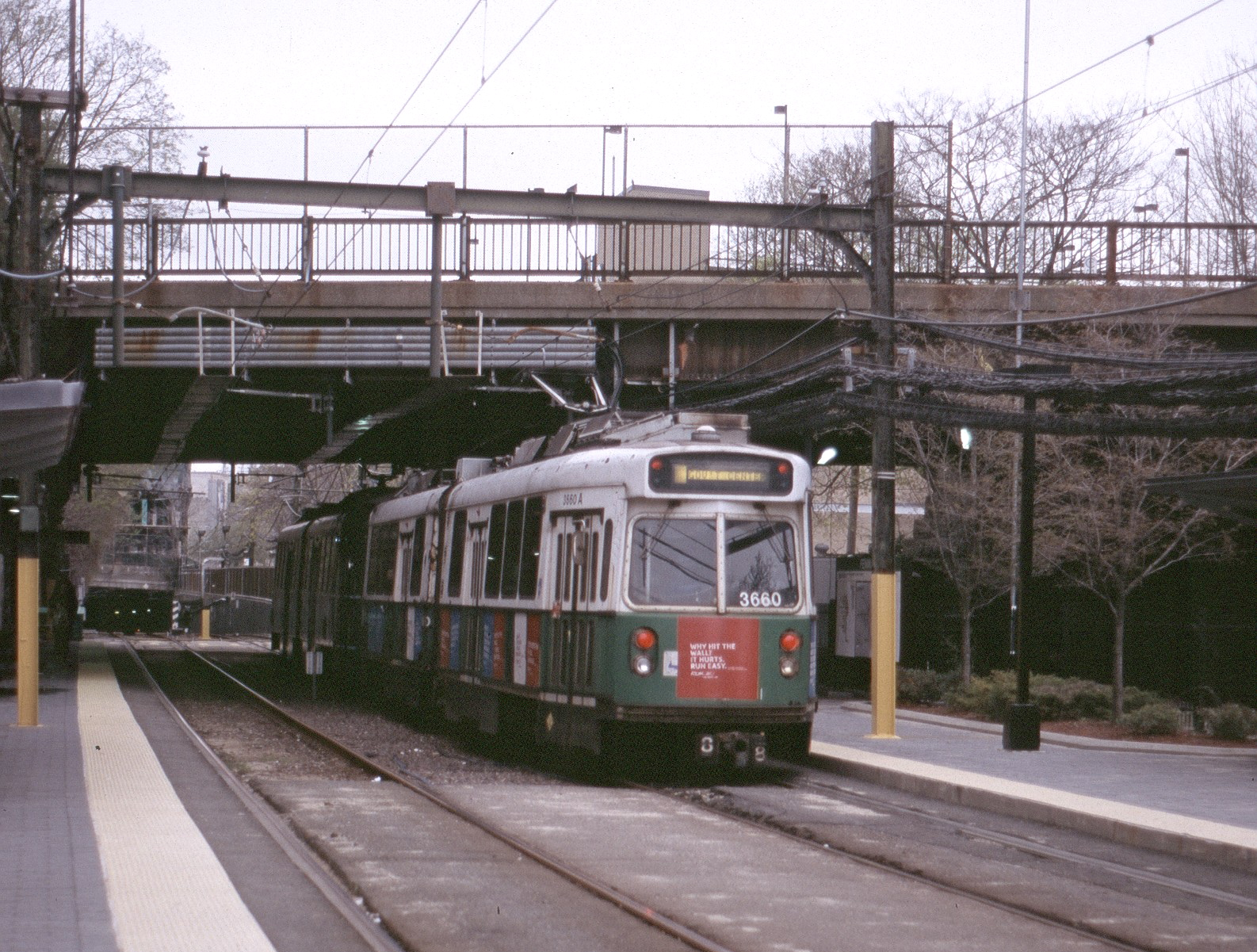
Kinki-Sharyo-Zug auf der D-Strecke an der Station Fenway, im Hintergrund der Tunnelmund (2007)

Die erste Streckenführung der Riverside-Linie führte bis zur Station Park Street. Am Ende der Strecke fuhren einige Züge nur bis zum Cleveland Circle, jedoch waren bald die Passagierzahlen so hoch, dass die Linie dann grundsätzlich bis zur Endstelle in Riverside fuhr.
Als im August 1964 die MBTA die Strecke übernahm, wurde der Liniendienst an den Tagen außer Sonntag bis Lechmere ausgedehnt. Ab dem 10. September 1966 fuhr die damalige Linie 4 auch sonntags bis dorthin. Im Jahr 1967 wurden die Zahlen der Green Line durch Buchstaben ersetzt, so dass aus der Linie 4 Riverside-Lechmere die D Riverside wurde.
Am 30. Dezember 1976 fuhr das erste Fahrzeug vom Typ Boeing LRV auf der Strecke der Green Line D, musste jedoch anfangs bereits an der Park Street oder am Government Center wenden, weil die Wendeschleife an der Boston North Station noch nicht elektrifiziert war.
Im Laufe der Jahre änderte sich die stadtseitige Endstelle mehrfach. Darüber hinaus gab es diverse Änderungen in der Streckenführung – bis hin zum Schienenersatzverkehr – aufgrund von (Um-)Bauarbeiten. Zuletzt wurde der Liniendienst vom 4. bis zum 31. August 2007 durch Shuttlebusse zwischen Reservoir und Fenway unterbrochen, da dort die Gleise und Serviceeinrichtungen erneuert wurden.